# Jonathan Adams (architekt)
Jonathan Adams (* 1961) je velšský architekt.

## Život
Narodil se v Bristolu, ale dětství strávil v obci Caerleon nedaleko Newportu. Studoval na Welsh School of Architecture na Cardiffské univerzitě a následně na londýnské Architectural Association. Později řadu let působil v Anglii, ale roku 1998 se vrátil do rodného Walesu. Brzy začal pracovat na kulturním centru Wales Millennium Centre, které bylo otevřeno roku 2004. Sám prohlásil, že inspirací mu byl William Burges, architekt Cardiffského hradu. V letech 2005 až 2007 byl prezidentem organizace Royal Society of Architects in Wales. Později se podílel například na rekonstrukci budovy Sherman Cymru.